# يوحنا راي
يوحنا راي (بالإنجليزية: John Ray)‏ (21 نوفمبر 1968 في المملكة المتحدة - ) هو لاعب كرة قدم بريطاني في مركز الدفاع. لعب مع كولتشستر يونايتد وRedbridge F.C. ‏ وبيليريكاي تاون ونادي أفيلي ونادي بركنغ ‏ وويكمب وندررز وTilbury F.C. ‏ ونادي رومفورد ‏ وغرايز أتلاتيك ‏.